# سارا ویلن
سارا ویلن (انگلیسی: Sara Whalen؛ زادهٔ ۲۸ آوریل ۱۹۷۶) بازیکن فوتبال اهل ایالات متحده آمریکا بود.
از باشگاه‌هایی که در آن بازی کرده‌است می‌توان به نیویورک پاور اشاره کرد.
وی در مسابقات بین‌المللی در مجموع برندهٔ ۱ مدال طلا، ۱ مدال نقره شده‌است.